# Mahatmabrieven
De Mahatmabrieven zijn brieven die door Mahatma's (Wijzen uit Tibet ) eind negentiende eeuw geschreven zouden zijn aan een aantal prominente leden van de Theosophical Society. 

## De Mahatma's in de theosofische literatuur
Helena Blavatsky (1831-1891) was de eerste die in de moderne tijd beweerde een van de Mahatma's (in de Engelstalige literatuur ook de Great White Brotherhood of  Masters of the Ancient Wisdom) te hebben ontmoet. De eerste ontmoeting vond plaats in 1851 in Londen, hoewel er ook theosofische bronnen zijn, die de ontmoeting in Ramsgate plaatsen. De Mahatma, genaamd Morya, drong erbij haar op aan de Theosophical Society op te richten en vertelde hoe die zou moeten functioneren. Morya vroeg haar naar Tibet te reizen voor een langdurig verblijf om zich op die taak voor te bereiden. Blavatsky reisde de volgende twee decennia zeer veel. Voor biografen is haar reisschema van die periode niet duidelijk weer te geven, ook omdat er in haar eigen geschriften chronologische onmogelijkheden en tegenstrijdigheden zijn. Zij heeft echter bij herhaling gesteld dat zij in dit tijdsbestek en over meerdere periodes verdeeld ruim zeven jaar in Tibet was.
Daar ontmoette zij naast Morya andere Mahatma's, zoals onder meer Koot Humi, die een reïncarnatie van Pythagoras zou zijn. Volgens Blavatsky waren zij geen Tibetanen, maar Indiërs. Beiden hadden in Europa gereisd, spraken en schreven Engels en Koot Hoomi ook nog Frans. Blavatsky beschreef de Mahatma's als stervelingen, die echter een intellectueel en spiritueel niveau hadden dat veel hoger was dan van alle andere personen in de wereld. Zij waren leden van een broederschap die reeds dateerde van preboeddhistische tijden.
De Mahatma's hadden Blavatsky geselecteerd om als intermediair op te treden tussen de in Tibet aanwezige wijsheid en de westerse wereld. Voor Blavatsky hadden Mahatma's contact gehad met onder meer Graaf van Saint-Germain (1710-1784), Robert Fludd (1574-1637) en Giovanni Pico della Mirandola (1463-1494). De verblijfplaats van de Mahatma's was een vallei nabij het klooster Tashilhunpo in de omgeving van Shigatse, de residentie  van de panchen lama, die als enige buiten de Mahatma's de exacte locatie wist. De Mahatma's zouden zich kunnen materialiseren in een tijdelijk lichaam op andere plaatsen in de wereld en daar weer in het niets opgaan. Op deze wijze werden ook ontmoetingen met andere theosofen georganiseerd. Nog tijdens het leven van Blavatsky waren er ruim 25 theosofen die claimden een ontmoeting met een van de Mahatma's te hebben gehad op plekken in bijvoorbeeld Rusland, Engeland, Verenigde Staten, India, Ceylon en een zeilboot op de Stille Oceaan.
Blavatsky beweerde dat tijdens de perioden in Tibet zij onder leiding van de Mahatma's onder meer de Stanza's van Dzyan bestudeerde, geschreven in de geheime taal Senzar. Dit werk zou de basis vormen voor haar standaardwerk in de theosofie,  De Geheime Leer.

## De brieven
In 1880 ontmoette Blavatsky in Simla A.P. Sinnett, de redacteur van The Pioneer, destijds een toonaangevende krant in het voormalige Brits Indië. De interesse van Sinnett in de opvattingen van Blavatsky en het werk van de Theosophical Society deden Blavatsky besluiten een mogelijkheid te creëren waardoor Sinnett kon corresponderen met Morya en Koot Hoomi.
Gevraagd hoe de Mahatma's hun brieven verzonden antwoordde Koot Hoomi, dat zij eerst een vorm van een fotografisch beeld van ieder woord en zin mentaal opsloegen. Dit mentale beeld van de brief werd dan door een assistent via een proces dat als precipitatie werd benoemd in een briefvorm op papier omgezet. Dat gebeurde niet met potlood of pen maar via occulte weg. Vervolgens werd die brief op paranormale wijze verzonden en kon die zich bij de ontvanger materialiseren. De eerste van deze brieven was al tien jaren daarvoor verzonden op een moment dat familie van Blavatsky  zich ongerust maakte, omdat zij al enige tijd niets van haar hadden gehoord. Eind 1870 ontving haar tante Nadyezhda Andreyevna de Fadeyev een brief in het Frans van Koot Hoomi, dat het goed met haar ging en zij over enige tijd weer contact met de familie zou opnemen.  Deze brief wordt beschouwd als de eerste Mahatmabrief. Alle overige brieven zijn in het Engels.
Berichten aan de Mahatma's werden eerst overhandigd of verzonden aan Blavatsky die voor verdere verzending naar Tibet zorgde. Een van de methodes was “ de brief fysiek met mijn ogen te lezen zonder zelfs maar de woorden te begrijpen en dat wat mijn ogen zien wordt verplaatst naar de perceptie van de Meester en wordt uitgedrukt in zijn eigen taal, waarna ik de brief  samen met een steen verbrand, waarvan de as nog kleiner wordt dan atomen zouden zijn en weer opnieuw gematerialiseerd wordt over iedere afstand waar de Meesters ook mogen zijn”.
De literaire productie van de Mahatma's was aanzienlijk. De meeste brieven zijn geschreven door Koot Hoomi en daarna Morya. Namen van andere Mahatma's die brieven verzonden zijn Djual Khool,  Maha Chohan en Narayan. A.P. Sinnett was de ontvanger van de meeste brieven. Het aantal door hem ontvangen brieven is ruim 145. Er zijn echter ruim dertig theosofen die claimen een brief van een of meerdere Mahatma's te hebben ontvangen. Er bestond ook een correspondentie met A.O. Hume. De inhoud van de brieven varieerde van op zich triviale opmerkingen ten aanzien van het functioneren van de Theosophical Society, waarschuwingen tegen de rooms-katholieke kerk en de jezuïeten inzake hun oppositie tegen de theosofie, correcties op standpunten van sommige theosofen tot het leveren van canonieke teksten die de basis zijn van standaardwerken als  De Geheime Leer  en  Esoteric Buddhism.
Na het overlijden van Blavatsky in 1891 hield de stroom brieven naar leden van de Theosophical Society op. Er is nog een brief uit 1899 van Koot Hoomi aan Annie Besant, de opvolger van Blavatsky als voorzitter van de Society. In deze brief wordt Besant gemaand vooral niet af te wijken van het beleid van Blavatsky ten aanzien van het functioneren van de Society. Een iets latere brief aan Charles Webster Leadbeater zou enige van zijn wat afwijkende meningen goedkeuren. Deze brieven worden door een deel van de theosofische gemeenschap als vervalsingen gezien. Ook in de twintigste eeuw werden contacten en ontvangen brieven van de Mahatma's geclaimd. Bekende voorbeelden zijn de schrijfster Alice Bailey waarvan de tekst van haar boeken op telepathische wijze gedicteerd werd door Mahatma Djual Khool. Tussen maart 1920 en april 1923 zou het echtpaar Nikolaj Rjorich en Jelena Rjorich frequent contact hebben gehad met Mahatma Morya. De van hem ontvangen brieven werden in 1924 en 1925 uitgegeven als   Leaves of Morya's Garden . De eerste met als subtitel The Call ,  de tweede met de subtitel  Illumination.

## Beschuldigingen
Nog tijdens haar leven werd Blavatsky meerdere malen van fraude en bedrog beschuldigd. Een daarvan was dat zij zelf de auteur zou zijn van de Mahatmabrieven. De bekendste affaire startte in 1884.

### Coulomb affaire
Het echtpaar Emma en Alexis Coulomb was sinds 1882 belast met huishoudelijke taken in de woning van Blavatsky in Adyar, waar het hoofdkantoor van de Society was gevestigd. Blavatsky had de toen nog ongehuwde Emma Cutting leren kennen in Caïro in 1871. Toen het echtpaar berooid in India aankwam gaf Blavatsky hen werk, omdat Emma haar destijds had geholpen. Het echtpaar werd in 1884 wegens vermeend wangedrag ontslagen. Hierna beschuldigde het echtpaar Blavatsky van het manipuleren en in scène zetten van occulte fenomenen. Blavatsky had annex aan haar woning een ruimte gebouwd, die zij   The Occult Room   noemde. In die ruimte was een schrijn gewijd aan de Mahatma's, waar zich frequent de Mahatmabrieven materialiseerden. Vanuit de ruimte zou Blavatsky ook andere vormen van teleportatie gemanipuleerd hebben. Daarnaast verspreidde het echtpaar een aantal van de Mahatmabrieven naar de pers met de beschuldiging dat die door Blavatsky zelf geschreven zouden zijn. De eerste vervalste brief werd door The Madras Christian College Magazine gepubliceerd.

### Hodgson rapport
Hierop werd de Society for Psychical Research gevraagd een onderzoek in te stellen. In december 1884 werd een ‘voorbereidend en voorlopig Rapport’ uitgebracht. Richard Hodgson kreeg een opdracht tot een vervolgonderzoek. Hodgson was een onderzoeker van paranormale verschijnselen. Het Hodgson Rapport kwam tot drie conclusies. De eerste was dat Blavatsky de occulte fenomenen inderdaad gemanipuleerd had. De tweede was, dat de Mahatma's feitelijk niet bestonden. De derde was dat Blavatsky de brieven ook zelf geschreven had. Ten slotte werd de veronderstelling geuit, dat Blavatsky een Russische spion zou kunnen zijn. Blavatsky reageerde zelf op de beschuldigingen in brief no. 138, waarin ze de 'padri' er van beschuldigt tegen haar samen te zweren. Na Hodgson's reis naar Bombay, waar hij haar vijanden sprak, zou hij volkomen van mening zijn veranderd en ervan overtuigd zijn geraakt dat zij een bedriegster was. De affaire bracht de beweging in ernstig diskrediet.  

### Harrison rapport
In het voorjaar van 1984 kreeg Vernon Harrison, een Brits onderzoeker, na het bijwonen van een lezing van de Theosophical Society, interesse in het Hodgson Rapport. Zijn onderzoek handelt uitsluitend over de vraag of Blavatsky de Mahatmabrieven wel of niet zelf geschreven heeft. De essentie van het eerste deel van het rapport van Vernon Harrison was, dat het Hodgson Rapport op dat onderdeel ernstige methodologische tekortkomingen had en dat die beschuldiging aan Blavatsky op basis van dat Hodgson Rapport onvoldoende  inhoudelijk onderbouwd kon worden. Een beperking voor het onderzoek van Harrison was het feit, dat de door het echtpaar verspreide brieven al geruime tijd spoorloos verdwenen waren en alle betrokkenen en getuigen uit de periode overleden.
Het tweede deel van zijn rapport betrof een onderzoek naar de nog wel aanwezige  Mahatmabrieven. Het materiaal hiervoor waren 1.323 dia's van ruim 100 Mahatmabrieven. Harrison constateerde op basis van vooral handschriftvergelijking dat het handschrift van Blavatsky bij haar volle bewustzijn in bijvoorbeeld brieven aan vrienden, kennissen, etc. te veel afweek van het handschrift in de Mahatmabrieven. Harrison zag in zijn rapport af van een finaal oordeel wie de Mahatmabrieven geschreven heeft. In het rapport vermeldde hij echter meerdere malen de mogelijkheid, dat Blavatsky de brieven geschreven zou hebben tijdens haar vele perioden dat zij in een trance verkeerde. Die these, variaties daarop maar ook meer complexe vormen van dissociatieve identiteitsstoornis worden ook door meerdere hedendaagse biografen genoemd.

## Kritiek
In het vakgebied van de tibetologie zijn er een aantal  wetenschappers die hebben gepubliceerd over de Mahatmabrieven en daaraan gerelateerde aspecten. De claim van Blavatsky dat zij ruim zeven jaar in Tibet was geweest wordt voor onmogelijk gehouden. Zelfs de mogelijkheid, dat zij ooit een stap op Tibetaanse bodem heeft gezet wordt voor buitengewoon onwaarschijnlijk tot geheel uitgesloten verklaard. Blavatsky heeft over Tibet zelf nauwelijks iets geschreven. Zij schreef wel veel over het Tibetaans boeddhisme, maar veel is daarvan gekopieerd uit literatuur van anderen en bevat ook zeer veel aantoonbare fouten.
Onderzoek van de Mahatmabrieven die in bezit zijn van de British Library heeft uitgewezen, dat deze met pen en inkt zijn geschreven op overal verkrijgbaar briefpapier. Buiten strikt theosofische kring gaat vrijwel iedere auteur die over het onderwerp heeft gepubliceerd uit van de veronderstelling, dat Blavatsky de brieven zelf heeft geschreven en die ook zelf met soms hulp van anderen liet materialiseren. Een van de bekendste voorbeelden in die publicaties betreft het zogenaamde Kiddle- incident.

### Kiddle incident
Henry Kiddle was een Amerikaan met enige interesse in spiritisme, die in augustus 1880 tijdens een zomerkamp een speech had gehouden. De tekst van die speech werd integraal gepubliceerd in het tijdschrift The Banner of Light . Ongeveer een jaar later merkte Kiddle, dat hele passages van zijn speech vrijwel letterlijk overgenomen waren in een aan Alfred Percy Sinnett gerichte Mahatmabrief van Koot Homi, gepubliceerd in The occult world van Sinnett. Kiddle schreef enkele malen naar Sinnett met een verzoek om opheldering. Bij gebrek aan een antwoord maakte Kiddle in 1883 de kwestie bekend in een ingezonden brief aan hetzelfde tijdschrift.
Hierna reageerde Sinnett wel, met de mededeling, dat hij de kwestie zou voorleggen aan Koot Hoomi zelf. Eind 1883 reageerde Blavatsky met een volledige ontkenning van ook maar enig plagiaat. Voor de theosofische beweging van die tijd eindigde de kwestie met een nieuwe Mahatmabrief van Koot Hoomi. Daarin werd gemeld, dat hij de inhoud van de speech van Kiddle op astrale wijze had ontvangen en mentaal had opgeslagen. Enige tijd later had hij de tekst van de bewuste brief aan Sinnett mentaal gedicteerd aan een jonge chela, die dit 'precipiteerde' (overnam uit een mentale afdruk). De chela was 'in deze tak van psychische scheikunde nog niet deskundig'. Koot Hoomi was er echter door vermoeidheid niet aan toegekomen die geschreven tekst nog te controleren. Hij had opmerkingen willen plaatsen tussen de citaten door, maar die waren niet bij zijn chela overgekomen. De helft ontbrak, terwijl de andere helft 'min of meer verminkt' was. K.H. had niet verwacht dat de brief zou worden gepubliceerd en dacht er verder niet meer aan. In de bedoelde tekst waren Kiddle's zinnen door K.H. bewerkt '- om uitdrukking te geven aan zijn eigen tegengestelde denkbeelden.' Sinnett nam de brief over in zijn boek, ondanks 'het gebrek aan overeenstemming en samenhang tussen de denkbeelden in deze onvoldragen "precipitatie"' ('mentale telegrafie'). Ook deze kwestie leidde tot het vertrek uit de theosofische beweging van een aantal personen.